# 4x4 EVO 2
4x4 EVO 2 (також відома, як 4x4 Evolution 2) — гоночна відеогра, розроблена Terminal Reality для PlayStation 2, Xbox, Nintendo GameCube, Microsoft Windows та Macintosh, й видана компанією Gathering of Developers. Ця гра є продовженням 4x4 EVO та містить більшу різноманітність при виборі автомобілів чи трас для перегонів.

## Ігровий процес
У гравця є можливість модифікувати свій автомобіль: а також змінити (поліпшити) двигун, шини, електричні прилади тощо.
Загалом гравець має на вибір 112 автомобілів від наступних виробників: Chevrolet, GMC, Dodge, Jeep, Infiniti, Nissan, Toyota, Lexus, Mitsubishi.
На відміну від попередньої гри, у 4x4 EVO 2 відсутні автомобілі марки Ford (у зв'язку з ліцензійними проблемами).
4x4 EVO 2 широко відома через можливість брати участь в багатокористувацьких перегонах. Для створення власних треків розробники додали редактор мап до відеогри.